# Viviennea spitzi
Viviennea spitzi là một loài bướm đêm thuộc phân họ Arctiinae, họ Erebidae.